# إيثان وايت
إيثان وايت (بالإنجليزية: Ethan White)‏ (1 يناير 1991 بكنسينغتون في الولايات المتحدة - ) هو لاعب كرة قدم أمريكي في مركز الدفاع. شارك مع منتخب الولايات المتحدة تحت 20 سنة لكرة القدم. أما مع النوادي، فقد لعب مع دي.سي. يونايتد وفيلادلفيا يونيون ونادي نيويورك سيتي وريتشموند كيكرز ونادي بان.

## وصلات خارجية
- إيثان وايت على موقع الدوري الأمريكي (الإنجليزية)
- إيثان وايت على موقع قاعدة بيانات كرة القدم.إي يو (الإنجليزية)
- إيثان وايت على موقع Soccerbase.com (لاعب) (الإنجليزية)
- إيثان وايت على موقع Soccerway.com (الإنجليزية)
- إيثان وايت على موقع عالم كرة القدم.نت (الإنجليزية)
- إيثان وايت على موقع AS.com (الإسبانية)